# Холджураев, Хабибулло Холджураевич

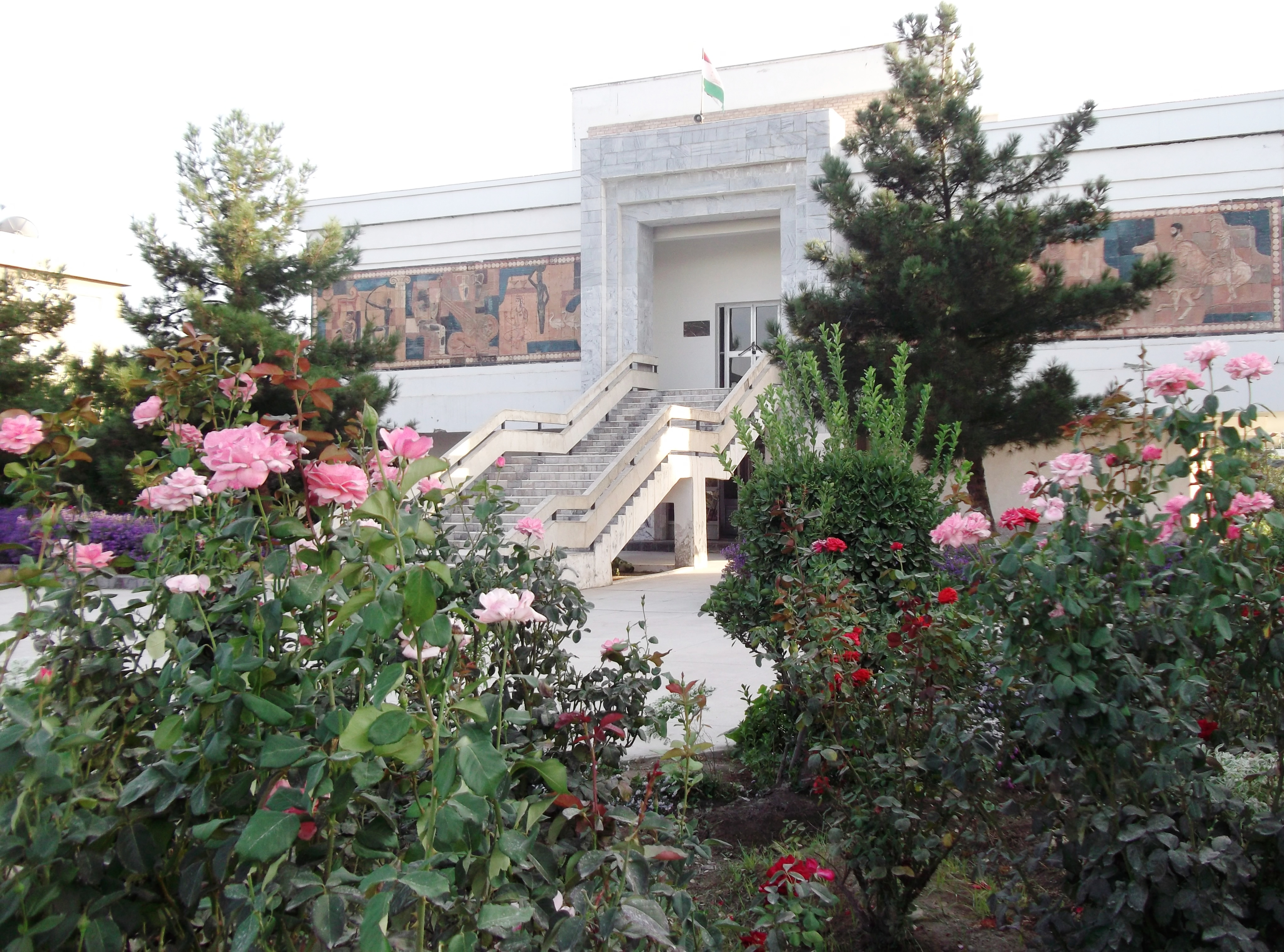
Музей академика Б. Гафурова, г. Гафуров, Таджикистан

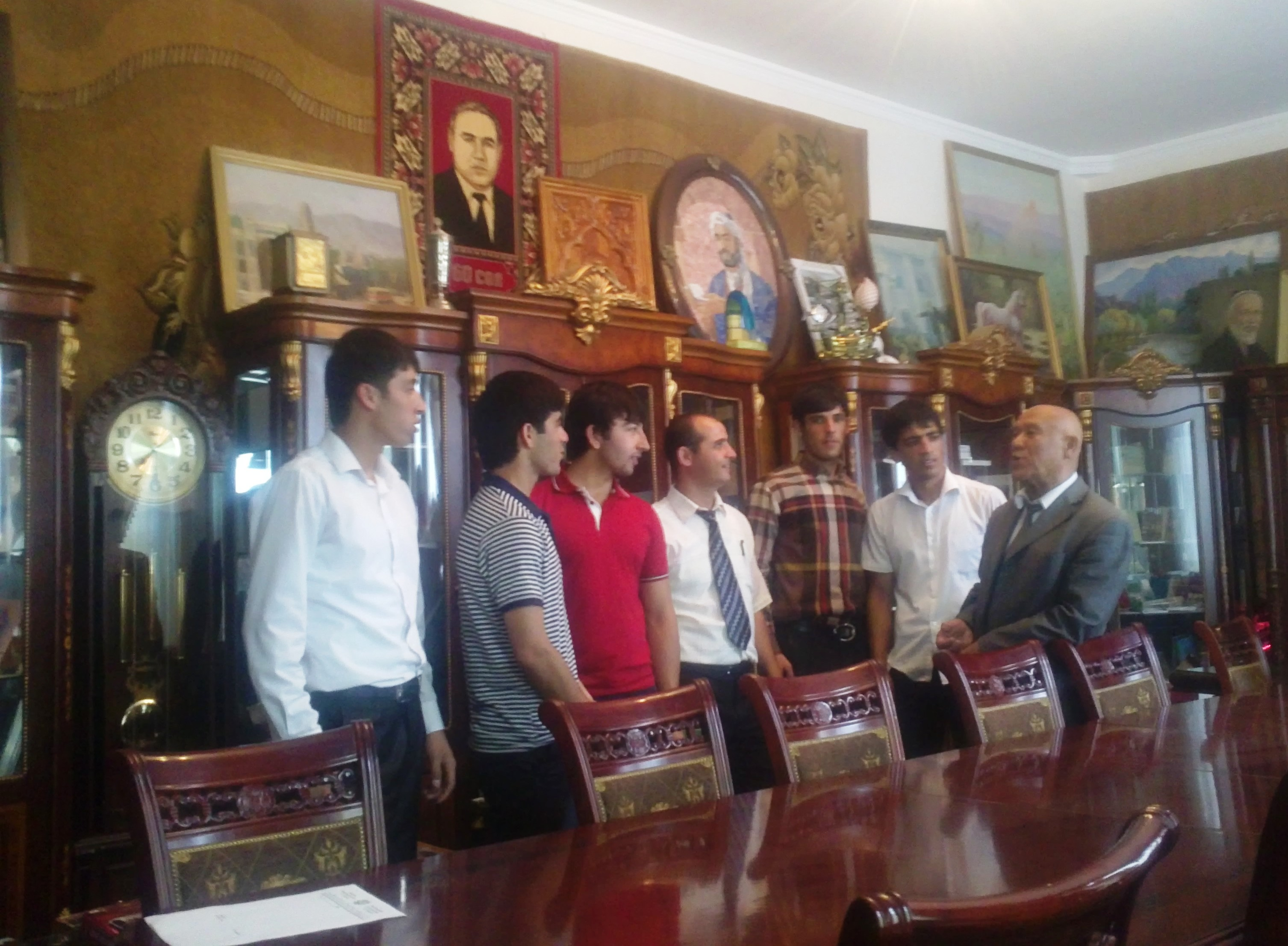
Экскурсия в музее

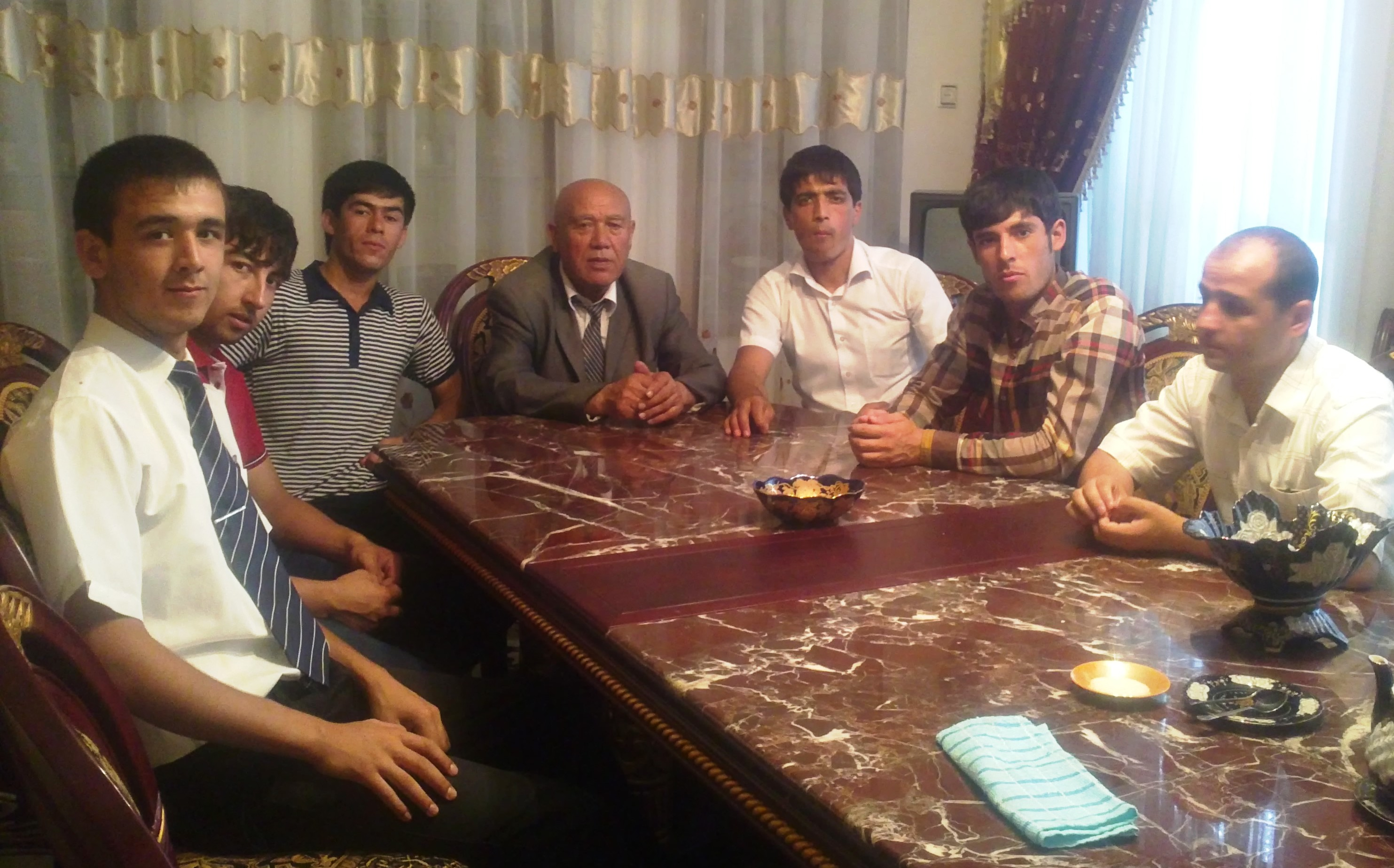
Профессор Х. Холджураев вместе с студентами, 2013 г.

Холджураев Хабибулло Холджураевич тадж. Холҷӯраев Ҳабибулло; род. 5 декабря 1933, кишлак Исписар, Ленинабадская область — 14 июня 2021 ) — советский, таджикский историк; доктор исторических наук, профессор.

## Основные даты жизни и деятельности
Холджураев Хабибулло родился 5 декабря 1933 г. в семье крестьянина в кишлаке Исписар, Ходжентского района, Ленинабадской области.
- 1958 гг. — закончил отделение истории историко-филологического факультета Таджикского государственного университета им. В. И. Ленина.
- В 1958—1962 гг. — учитель истории средней школы им. 40-летия Октября г. Советабада.
- В 1962—1965 гг. — аспирант кафедры истории КПСС Таджикского государственного университета им. В. И. Ленина.
- 27 января 1965 г. — защитил кандидатскую диссертацию на получение ученой степени кандидата исторических наук.
- В 1966—1970 гг. — ассистент, старший преподаватель, доцент кафедры истории КПСС Таджикского государственного университета.
- 17 января 1969 г. — решением Высшей Аттестационной Комиссии утвержден в ученом звании доцента по кафедре истории КПСС.
- 17 октября 1971 г. — защита докторской диссертации в Институте востоковедения АН СССР.
- 3 ноября 1972 г. — решением Высшей Аттестационной Комиссии присуждена ученая степень доктор исторических наук.
- 25 декабря 1972 г. — профессор кафедры истории КПСС Таджикского государственного университета.
- 17 июня 1974 г. — профессор кафедры история КПСС Таджикского сельскохозяйственного института.
- 23 января 1976 г. — решением Высшей Аттестационной Комиссии при Совете Министров СССР присвоено ученое звание профессора по кафедре истории КПСС Таджикского сельскохозяйственного института.
- 26 февраля 1990 г. — профессор кафедры истории КПСС Ташкентской высшей партийной школы.
- С 1 сентября 1991 г. по 2020 г. работал профессором кафедры Ходжентского государственного университета.
- Одновременно Х. Холджураев с 26 августа 1996 года был директором республиканского музея имени академика Бободжана Гафурова, Гафуровский район, Согдийская область.

По его инициативе при музее создан Научный центр по изучению «Гафуроведения» — которая исследует научную деятельность ученого историка и востоковеда академика Бободжана Гафурова. Сотрудниками центра опубликованы несколько трудов на русском, таджикском и узбекском языках о научной деятельности академика.

## Научные труды
Автор более 50 монографических работ:
- Компартия Таджикистана в борьбе за технический прогресс в промышленности (1959—1965 гг.). — Душанбе: Ирфон, 1967. — 315 с.;
- Изобретательство и рационализация в СССР. — Душанбе: 1969. — 280 с.;
- Диссертации историков по материалам Таджикистана. — Душанбе: 1970. — 283 с.;
- Академик Б. Г. Гафуров, Кн. 1-я. — Худжанд: 1998. — 207 с.
- Академик Б. Г. Гафуров, Кн. 2-я. — Худжанд: 1998. — 173 с.;
- Из истории Ленинабадской области. — Худжанд: 2000. — 168 с.
- САПОИ — ТСХИ — ТАУ 70 лет. Вып. 1. — Худжанд: 2001. — 203 с.;
- Ҳафтод нахли пурсамар. — Хуҷанд: 2002. — 531 с.;
- Выдающийся археолог и знаток Средней Азии. — Худжанд: «Нури маърифат», 2003. — 374 с. (В соавторстве с О. Каримовым).;
- Ирригационная цивилизация. — Худжанд: 2003. — 507 с.;
- Человек-легенда. — Худжанд: «Нури маърифат», 2003. — 460 с.;
- Достойный наследник Авиценны. — Худжанд: Рахим Джалил, 2005. — 447 с.;
- История горнорудной и металлургической промышленности. — Худжанд: Рахим Джалил, 2006. — 376 с.;
- Цель жизни. — Худжанд: «Нури маърифат», 2006. — 208 с.;
- Авроқи рангин. — Ғафуров, 2006. — 152 с.;
- Золотодобывающая промышленность Таджикистана (Из истории добычи золота в Таджикистане). — Худжанд: 2006. — 98 с. (Серия брошюр. Выпуск 1);
- Золотодобывающая промышленность Таджикистана (Куда девалось золото из эмирской казны?). — Худжанд: 2006. — 34 с. (Серия брошюр. Выпуск 2);
- Золото из уст и публикаций учёного. — Худжанд: 2006. — 30 с. (Серия брошюр. Выпуск 3);
- Добыча золота с древнейших времён. — Худжанд: 2006. — 44 с. (Серия брошюр. Выпуск 4);
- Геология Таджикистана. — Худжанд: 2006. — 38 с. (Серия брошюр. Выпуск 5);
- Золото СП «Апрелевка». — Худжанд: 2006. — 14 с. (Серия брошюр. Выпуск 6);
- Наши юбиляры. — Худжанд: 2006. — 97 с.;
- Таджикистан: у терроризма нет нации, религии и Родины. — Худжанд: 2006. — 138 с.;
- Кризис КПСС и распад СССР. Переход к многопартийности. — Худжанд: 2006. — 114 с.;
- Эмомали Шарипович Рахмонов. — (Серия: жизнь и деятельность героев Таджикистана. Выпуск 1). — Худжанд: 2006. — 95 с.;
- Идеология и политика в исторических судьбах таджикского народа. — Худжанд: 2007. — 672 с.;
- Университет, носящий имя академика Б. Г. Гафурова (в цифрах и фотодокументах). — Худжанд: 2008. — 132 с.;
- Ҳамнафас бо давр. — Хуҷанд: 2009. — 612 с.;
- Академик Р. Б. Баратов — патриарх таджикской геологии (Историко-биографический и научный очерк). — Душанбе: 2009. — 612 с.;
- Академик Б. Г. Гафуров — государственный деятель, историк, политик, востоковед и дипломат. (Книга 2-я. Спецкурс. Методическое пособие). — Худжанд: 2010. — 160 с.;
- Академик Б. Г. Гафуров — государственный деятель, историк, политик, востоковед и дипломат. (Книга 1-я. Спецкурс. Методическое пособие). — Худжанд: 2010. — 152 с.;
- Из истории создания книги «Таджики» — Худжанд: 2010. — 268 с.;
- Гафуроведы и гафуроведение. — Душанбе: «Ирфон», 2010, — 276 с.;
- 45-солагии Ҷамоати Ғозиён. — Хуҷанд: 2010. — 138 с.;
- Академик Б. Г. Гафуров — государственный деятель, историк, политик, востоковед и дипломат. — Худжанд, 2010. — 162 с.;
- Синфдошлар. — Гафуров, 2010. — 184 с. Золото: валютный металл, сырьё для ювелирных изделий, промышленности… — Худжанд: 2011. — 28 стр.;
- Тилло: Корхонаи аввалин, Қудрати давлат, Боигарии миллат, манбаҳо… — Хуҷанд: 2011. — 76 с.;
- Золотодобыча — один из древних промыслов на Припамирье. — Худжанд: 2009. — 32 с.;
- О развитии золотопромышленности в Таджикистане. — Худжанд: 2010. — 64 с.;
- История золота в трудах русских исследователей, послов и купцов. По материалам Средней Азии в XVI—XIX вв. — Худжанд: 2011. — 88 стр.;
- Политическая история таджикского народа с древнейших времён. Курс лекций. Книги I—III. — Худжанд: 2010. — 912 стр. (в 3 книгах);
- Гулчилар оиласи. — Худжанд: 2011. — 48 с.;
- Х. Холджураев, М. Сохибназаров, Б.Шарипова. Жизнь учёного в науке. — Худжанд: 2011. — 100 с.;
- Рахимберди Рузиев. Бизнинг шажара (булар менинг авлодим). — Гафуров, 2011. — 78 с. (издано при поддержке профессора Х. Холджураева);
- Ҳ. Холҷӯраев, Б. А. Ахмадзода. Энсиклопедияи тибби вилояти Суғд. Бо таҳрири проф. илм. тиббӣ Д. Р. Сангинов. — Хуҷанд: 2011. — 149 с. (подготовлено рукопись к изданию);
- Ҳ. Холҷӯраев, М. Сохибназаров. Тилло: Корхонаи аввалин, Қудрати давлат, Боигарии миллат… — Хуҷанд: 2011. — 60 с.;
- Х. Холджураев, М. Сохибназаров. Золото: валютный металл, сырьё для ювелирных изделий, промышлености… — Худжанд: 2011. — 28 с.;
- Исписор: мақаддас замин, улуғлар даргохи. — Хужанд: 2011. — 224 с.;
- Ҳ. Холжӯраев, Ш. Нуриддин. Исписор: муқаддас замин, улуғлар даргохи — Хужанд: 2011. — 48 с.;
- Ҳ. Холжӯраев, А. Қаландар. Қабрдан мактуб. Тошдан нидо. Ёднома. — Ғафуров, 2012. — 320 с.;
- Х. Холджураев, Г. Зоиров. Академик Б. Г. Гафуров в памяти народа. — Худжанд: 2012. — 196 с.;
- Ҳ. Холжӯраев, А. Қаландар. Мехр булоги. — Ғафуров, 2012. — 196 с.;
- Таджикистан: миллиарды под ногами (золото, цветные металлы и металлургия). Материалы. Кн. 1. — Худжанд: 2012. — 585 с.;
- Таджикистан: миллиарды под ногами (золото, цветные металлы и металлургия). Материалы. Кн. 2. — Худжанд: 2012. — 480 с.;
- Ҳ. Холжӯраев, М. Журахон. Ижодимиздан Исписор: III-нчи китоб. — Ғафуров, 2012. — 449 с.;
- Ҳ. Холжӯраев, Ш. Нуриддин. Исписор. I-нчи китоб. — Ғафуров — Хужанд: 2012. — 956 с.